# シュテファン・ユルゲンス
シュテファン・ユルゲンス（Stefan Jürgens, 1963年2月26日 - ）は、ドイツ出身の俳優である。

## 出演作品

### 映画
- アンツ・イン・ザ・パンツ!（フロリアンの父）